# Échangeur des Arnavaux
 (juin 2025).
Motif : Pas de sources. Voir Discussion:Échangeur de Shimukappu/Admissibilité.
- Archive Wikiwix
- Bing
- Cairn
- DuckDuckGo
- E. Universalis
- Gallica
- Google
- G. Books
- G. News
- G. Scholar
- Persée
- Qwant
- (zh) Baidu
- (ru) Yandex
- (wd) trouver des œuvres sur Wikidata

| 1. | Préciser le motif de la pose du bandeau. | Précisez le motif de la pose du bandeau en utilisant la syntaxe suivante : {{admissibilité à vérifier\|date=juin 2025\|motif=remplacez ce texte par le motif}}                              |
| 2. | Informer les utilisateurs concernés.     | Pensez à avertir le créateur de l'article, par exemple, en insérant le code ci-dessous sur sa page de discussion : {{subst:avertissement admissibilité à vérifier\|Échangeur des Arnavaux}} |

L'échangeur des Arnavaux est un échangeur autoroutier situé à Marseille, créé dans les années 1960 et en cours de réaménagement en 2016 pour relier l'autoroute A7 à la nouvelle rocade A507 (L2). 
En 2016, l'échangeur dessert principalement le Marché d'intérêt national de Marseille.

## Localisation
L'échangeur est situé à la limite des 14e et 15e arrondissement. Sur l'autoroute A7, il porte le numéro 34.

## Axes concernés
- l'Autoroute A7 (autoroute Nord) (sud-nord) reliant Marseille à Lyon ;
- l'Autoroute A507 (L2) (vers l'est), rocade de Marseille ;
- l'Avenue du Marché National vers Sainte-Marthe à l'est et vers La Delorme à l'ouest ;
- Boulevard Simon-Bolivar vers Saint-Joseph ;
- Boulevard Gay-Lussac.

## Quartiers desservis
- Les Arnavaux
- Sainte-Marthe
- Saint-Joseph
- La Delorme

## Dessertes
- Le Marché d'intérêt national de Marseille
- La Cité de la Cosmétique
- Le Stade Roger Couderc (club Marseille XIII Avenir)
- Le Parc du Grand Séminaire et la Bastide Saint-Joseph